# Guamaggiore
Guamaggiore (sardisk: Gomajòri) er en by og en kommune (comune) i provinsen Sud Sardegna i regionen Sardinien i Italien. Byen ligger i 199 meters højde og har 984 indbyggere (2016). Kommunen har et areal på 16,80 km² og grænser til kommunerne Gesico, Guasila, Ortacesus og Selegas.